# Henry Kuttner
Henry Kuttner (geboren am 7. April 1915 in Los Angeles, Kalifornien; gestorben am 4. Februar 1958 in Santa Monica, Kalifornien) war ein amerikanischer Autor von Science-Fiction-, Fantasy- und Horror-Geschichten. Er publizierte unter verschiedenen Pseudonymen. Bekannt ist er vor allem durch die zahlreichen, in enger Zusammenarbeit mit seiner Frau C. L. Moore entstandenen Erzählungen.

## Leben
Henry Kuttners jüdische Familie war deutscher, englischer, irischer und polnischer Herkunft. Einer der Großväter soll ein Rabbi gewesen sein.
Sein gleichnamiger Vater Henry Kuttner war Buchhändler in San Francisco, wo Henry mit zwei älteren Brüdern aufwuchs. Der Vater starb, als Henry fünf Jahre alt war. Die Mutter Anne Kuttner, geborene Lewis, betrieb zeitweise eine Pension und hatte damit zu kämpfen, den Lebensunterhalt zu erwerben.
Als Henry Kuttner auf die High School kam, zog die Familie wieder nach Los Angeles und nach seinem Abschluss arbeitete Kuttner zunächst in der Literaturagentur eines Verwandten.
Kuttner war von Jugend an von Fantasy fasziniert, hatte die Geschichten von Edgar Rice Burroughs gelesen und mit 12 die Science-Fiction der Pulp-Magazine für sich entdeckt.
Schon mit 16 Jahren, im August 1931 hatte er unter dem Pseudonym Bertram W. Williams eine Geschichte in Jungle Stories veröffentlicht, einem Magazin mit Dschungelgeschichten im Tarzan-Stil, das im Verlag von William Clayton erschien, der 1930 Astounding Stories of Super-Science gestartet hatte.
Später wandte sich Kuttners Interesse der Weird Fiction zu und er wurde einer der zahlreichen Korrespondenten von H. P. Lovecraft. Seine erste Veröffentlichung im Bereich der Phantastik war das Gedicht Ballad of the Gods, das im Februar 1936 in Weird Tales erschien. Eine erste Horror-Erzählung, The Graveyard Rats, folgte im März ebenda. Diese wurde von einigen Lesern als ganz außergewöhnlich geschätzt und man traute sie einem Neuling des Genres nicht zu.
Ironischerweise wurde deshalb ausgerechnet Kuttner, der in seiner Schriftstellerlaufbahn Pseudonyme in einem Ausmaß nutzte, dass daneben sein wirklicher Name vergleichsweise unbekannt blieb, mit seinem unter wirklichem Namen veröffentlichten Erstling für das Pseudonym eines bekannteren Autors gehalten.
Als 1943 öffentlich wurde, dass Autorennamen wie „Lewis Padgett“ und „Lawrence O’Donnell“ Pseudonyme Kuttners waren, war das Erstaunen entsprechend groß.
Doch Kuttner stand damals noch am Anfang und aus heutiger Sicht jedenfalls noch sehr im Schatten von Lovecraft, den er in seinen frühen Erzählungen wie The Devil Rides (1936) und The Secret of Kralitz (1936) hemmungslos imitierte – und im Fall von The Eater of Souls (1937) einen Lord Dunsany imitierenden Lovecraft.
Kuttner trat aber bald schon aus diesem Schatten heraus, indem er 1936 dem Los Angeles Chapter der Science Fiction League beitrat und die Gefilde des übernatürlichen Schreckens Lovecraftscher Prägung verließ, indem er 1937 I, the Vampire in Weird Tales publizierte, wo ein Vampir als Sympathieträger erscheint. Es folgten mehrere Ausflüge in die Bereiche der humoristischen Science-Fiction (Hollywood on the Moon, 1938) und der heroischen Fantasy im Stil von Howards Conan der Cimmerier (Thunder in the Dawn, 1938, sowie drei weitere Geschichten um den Helden Elak von Atlantis).
In dieser Zeit begann Kuttner zunehmend Pseudonyme zu verwenden, zum einen wegen zweier Geschichten in Marvel Science Stories 1938, die – für heutige Verhältnisse harmlos – etwas sexualisierter waren und etwas Nacktheit enthielten, weshalb es zu erbosten Leserprotesten kam, zum anderen zufällig bzw. aus praktischen Gründen, so galt seinerzeit noch die Regel, dass ein Autor pro Magazinheft nur eine Geschichte beitragen konnte – um das zu umgehen entstand „Keith Hammond“. Als Gemeinschaftspseudonym für Kollaborationen mit Arthur K. Barnes entstand „Kelvin Kent“, und so weiter. „Lewis Padgett“ schließlich wurde von Kuttner angenommen, als nach Kriegsausbruch zahlreiche Autoren von John W. Campbells Astounding Kriegsdienst leisteten und Campbell sich um Reaktivierung in den Hintergrund getretener Autoren bemühte. Da der Name Kuttner wegen der erwähnten Sexgeschichten vermieden werden sollte, wählte Kuttner eine Zusammensetzung aus dem Mädchennamen seiner Mutter und dem der Großmutter seiner Frau. Insgesamt verwendete das Ehepaar Kuttner 19 verschiedene Pseudonyme.
Durch den Umkreis der Korrespondenten von Lovecraft war er 1936 in Kontakt mit C. L. Moore gekommen, einen Autor, den Kuttner sehr bewunderte. Umso überraschter war er, als sich herausstellte, dass die Person hinter den Initialen „C. L.“ eine Frau war, für die damalige Zeit nicht völlig ungewöhnlich, aber die allermeisten der SF schreibenden Frauen tarnten sich ähnlich wie Catherine Lucile Moore mit Initialen oder mit Pseudonymen. Die beiden begegneten sich erstmals 1938 und es entstand eine Freundschaft, die mit Briefen und gelegentlichen Treffen fortgeführt wurde – Moore lebte in Indianapolis und Kuttner damals in New York. Er verabscheute die Stadt zwar, aber die zahlreichen einschlägigen New Yorker Verlage hatten ihn veranlasst, sich an der Ostküste niederzulassen. Schon 1937 war es zu einer literarischen Begegnung in Form einer Kollaboration gekommen, Quest of the Star Stone, in der die beiden bekanntesten Protagonisten Moores, der Weltraumhaudegen Northwest Smith und die rothaarige Kriegerin Jirel von Joiry in einem Crossover einander begegnen. In dieser ansonsten nicht in jeder Beziehung gelungenen Geschichte singt Northwest Smith – mit „einem erstaunlich guten Bariton“ – das Lied „Die grünen Hügel der Erde“, das mit den Versen
To see across the darkness
The green hills of Earth
endet. Der einprägsame Vers wurde zum Titel eines der bekanntesten Werke Robert A. Heinleins, der 1951 erschienenen Sammlung Die grünen Hügel der Erde mit der Titelgeschichte.
Am 7. Juni 1940 heirateten Moore und Kuttner in New York. Moore sagte zu ihrem physisch wenig beeindruckenden Ehemann rückblickend: „Northwest Smith wäre ein sehr langweiliger Gatte gewesen. Henry Kuttner, wie seine Arbeiten zeigen und seine Freunde bezeugen, war wunderbar findig, aufmerksam, originell in seinen Ansichten und sehr, sehr lustig.“
Mit der Eheschließung begann die Zeit der intensiven und engen Zusammenarbeit – so eng, dass die beiden oft selbst nicht mehr sagen konnten, wer was geschrieben hatte. Es sind daher alle Werke aus den 1940er und 1950er Jahre als Gemeinschaftsarbeiten zu betrachten, der Autorenname, unter dem sie veröffentlicht wurden, kann nur ein Anhaltspunkt sein, insbesondere die Pseudonyme Lewis Padgett und Lawrence O’Donnell wurden gemeinschaftlich verwendet. Das Ehepaar ergänzte sich und einer kompensierte die Schwächen des anderen. So war Kuttner besser darin, einen Anfang zu machen, Moore konnte leichter ein Ende finden, Kuttner war besser im Entwickeln von Handlungsbögen, Moore schrieb einen besseren Stil, und so weiter.
Die besondere Qualität und Intensität der Zusammenarbeit gilt als nahezu einzigartig. Damon Knight schrieb:

„[…] zwei scheinbar unvereinbare Talente verschmolzen. Kuttners frühere Arbeiten waren clever und etwas oberflächlich, gut konstruiert, aber ohne rechte Substanz; Moore hatte stimmungsstarke Fantasy geschrieben, suggestiv, aber etwas dünn […] zusammen schrieben sie Storys, in denen Kuttners handwerklich solide konstruierte Handlungsbögen Moores poetischen Bildreichtum trugen.“

Und Barry Malzberg:

„Ihre Stile harmonisierten völlig […] sie waren das großartigste Autorengespann in der Geschichte literarischer Kollaboration. Wie Gilbert & Sullivan, Frazier & Ali, die 1978er Red Sox und die Yankees brachten sie gegenseitig das Beste aus sich heraus.“

Das Ehepaar wohnte etwa ein Jahr in New York, dann zogen sie nach Laguna Beach in Kalifornien. In den Jahren um 1940 schrieb Kuttner auch eine Reihe von Skripts für Comics, insbesondere für den Superhelden Green Lantern.
Bei Ausbruch des Krieges war Kuttner aufgrund eines Herzgeräuschs nicht tauglich für Kampfeinsätze und wurde daher ab 1942 als Militärsanitäter in Fort Monmouth, New Jersey, stationiert, Catherine lebte derweil in der Nähe in Red Bank.
Nach dem Krieg zogen die Kuttners nach Hastings-on-Hudson im Staat New York, wo sie ein Haus kauften. Eine Herzerkrankung von Kuttner veranlasste das Ehepaar 1948 wieder in das mildere Klima Kaliforniens, nach Laguna Beach zu ziehen.
Kuttner konnte mit einem Stipendium aufgrund des G. I. Bill an der University of Southern California studieren, wo er 1957 den Bachelor machte und eine Ehrenmitgliedschaft bei Phi Beta Kappa erwarb; auch Moore nahm ein Studium auf. Bis auf seine Dissertation hatte er auch alle Voraussetzungen für einen Master geschaffen, als er 1958 im Alter von nur 42 Jahren im Schlaf vermutlich an einem Herzinfarkt starb.
In den Jahren nach 1955 war die belletristische Produktion Kuttners und Moores deutlich vermindert. Sie hatten zwar noch eine Reihe von Kriminalromanen mit dem Psychoanalytiker und Amateurdetektiv Michael Gray geschrieben. Angeblich sollen aber mindestens zwei der vier Romane die Arbeit von Ghostwritern sein.
Barry Malzberg zufolge hatten Kuttner und Moore die Absicht, sich ganz aus dem Geschäft des Schreibens für Pulp-Magazine zu lösen und wollten in Zukunft als Psychotherapeuten arbeiten. All das ist nicht ganz klar und schlüssig, zum Beispiel gab es Verträge für Drehbücher, die nach Kuttners Tod noch von Moore erfüllt wurden. Außerdem strebte Kuttner zwar einen Master in Psychologie an, hatte aber auch Physikvorlesungen belegt, angeblich um seinen wissenschaftlichen Background als Science-Fiction-Autor zu verbessern.
Sam Moskowitz resümierte:

„Wer war der wahre Henry Kuttner? Wir werden es nie wissen. Der Mann war diszipliniert, handwerklich glänzend, ungeheuer vielseitig und hochbegabt – zu seinem Schaden. Anpassungsfähig zur Anpassung verlockt, unter einem ausgeprägten Minderwertigkeitsgefühl leidend, war er nicht bereit, auf eigenen Beinen zu stehen, sondern meinte, sich auf andere stützen zu müssen: H. P. Lovecraft, Robert E. Howard, Stanley G. Weinbaum, A. Merritt, John Collier, A. E. van Vogt und – natürlich – C. L. Moore.“

2004 erhielt Kuttner postum zusammen mit Moore den Cordwainer Smith Rediscovery Award für vergessene oder nicht mehr hinreichend gewürdigte Science-Fiction-Autoren.

## Bibliografie
Romane
- A Million Years to Conquer (1940, auch als: The Creature from Beyond Infinity, 1968)
  - Deutsch: Das goldene Raumschiff. Ullstein 2000 #109 (3212), 1976, 3-548-03212-5.
- Earth’s Last Citadel (1943, mit C. L. Moore)
  - Deutsch: Der Brunnen der Unsterblichkeit. Moewig (Terra #450), 1966.
- The Brass Ring (1946, mit C. L. Moore, auch als Murder in Brass, 1946, als Lewis Padgett)
- Valley of the Flame (1946, als Keith Hammond)
- The Dark World (1946)
  - Deutsch: Lord der Dunklen Welt. Pabel (Terra Fantasy #6), 1975.
- Fury (1947, mit C. L. Moore, auch als Destination: Infinity, 1958)
  - Deutsch: Alle Zeit der Welt. Moewig (Terra Sonderband #53/54) 1962. Auch: Knaur Science Fiction & Fantasy #5716, 1979, 3-426-05716-6.
- The Day He Died (1947, mit C. L. Moore, als Lewis Padgett)
- The Mask of Circe (1948, mit C. L. Moore)
- The Portal in the Picture (1949, auch als Beyond Earth’s Gates, 1954, mit C. L. Moore, als Lewis Padgett)
- The Time Axis (1949)
- The Well of the Worlds (1952, als Lewis Padgett)
- Man Drowning (1952)
- The Murder of Ann Avery (1956)
- The Murder of Eleanor Pope (1956)
- Murder of a Mistress (1957)
- Murder of a Wife (1958)

Sammlungen
- A Gnome There Was and Other Tales of Science Fiction and Fantasy (1950, mit C. L. Moore, als Lewis Padgett)
- Tomorrow and Tomorrow and the Fairy Chessmen (1951, mit C. L. Moore, als Lewis Padgett)
- Robots Have No Tails (1952, als Lewis Padgett)
  - Deutsch: Der stolze Roboter. Pabel (Utopia-Großband #96), 1959. Mir gehört die Welt. Pabel (Utopia-Großband #99) 1959. Auch als: Science-Fiction-Stories 56. Ullstein 2000 #107 (3202), 1976, ISBN 3-548-03202-8.
- Mutant (1953, mit C. L. Moore, als Lewis Padgett)
  - Deutsch: Die Mutanten. Heyne SF&F #3065, 1966.
- Ahead of Time (1953)
- Line to Tomorrow (1954, mit C. L. Moore, als Lewis Padgett)
- No Boundaries (1955, mit C. L. Moore)
- Bypass to Otherness (1961)
- Return to Otherness (1962)
  - Deutsch: Der verrückte Erfinder und andere Stories. Moewig (Terra #444), 1966.
- The Best of Kuttner 1 (1965)
- The Best of Kuttner 2 (1966)
- The Best of Henry Kuttner (1975, auch als: The Last Mimzy: Stories, 2007)
- Clash by Night and Other Stories (1980, mit C. L. Moore)
- Chessboard Planet and Other Stories (1983, mit C. L. Moore)
- Elak of Atlantis (1985)
- Prince Raynor (1987)
- Kuttner Times Three (1988)
- Secret of the Earth Star and Others (1991)
- The Book of Iod (1995)
- Two-Handed Engine (2005, mit C. L. Moore)
- Thunder Jim Wade: The Complete Series (2008)
- Don’t Look Now and Two Others (2009)
- The Graveyard Rats and Other Stories (2010)
- Detour to Otherness (2010, mit C. L. Moore)
- Terror in the House: The Early Kuttner, Volume One (2010)
- Henry Kuttner (2011)
- Thunder in the Void (2011)
- The Hogben Chronicles (2013)
- The Watcher at the Door: The Early Henry Kuttner, Volume Two (2016)

Deutsche Zusammenstellungen:
- mit C. L. Moore, als Henry Kuttner: Gespräch aus der Zukunft und andere Stories. Moewig (Terra Nova #143), 1970.
- als Henry Kuttner / Lewis Padgett: Science-Fiction-Stories 57. Ullstein 2000 #109 (3212), 1976, ISBN 3-548-03212-5.

Kurzgeschichten
- The Monkey Wrench (1931, als Bertram W. Williams)
- The Graveyard Rats (1936)
  - Deutsch: Grabräuber. In: H. W. Mommers, Arnulf D. Krauß (Hrsg.): 22 Horror Stories. Heyne (Heyne-Anthologien #16), 1966.
- Bamboo Death (1936)
- The Devil Rides (1936)
- The Secret of Kralitz (1936)
  - Deutsch: Das Geheimnis von Schloss Kralitz. In: Frank Festa (Hrsg.): Omen: Das Horror-Journal, Nr. 2. Festa (Festa Omen #1702), 2005, ISBN 3-935822-89-8.
- Power of the Snake (1936)
- Coffins for Six (1936)
- It Walks by Night (1936)
- Laughter of the Dead (1936)
- Terror in the House (1937)
- The Eater of Souls (1937)
- The Faceless Fiend (1937, als K. H. Maepenn)
- I, the Vampire (1937)
  - Deutsch: Ich, der Vampir. In: Frank Festa (Hrsg.): Denn das Blut ist Leben: Geschichten der Vampire. Festa (Festa Nosferatu #1416), 2007, ISBN 978-3-86552-064-7.
- The Dweller in the Tomb (1937)
- Nightmare Woman (1937)
- We Are the Dead (1937)
- The Salem Horror (1937)
  - Deutsch: Der Schrecken von Salem. In: Frank Festa (Hrsg.): Der Cthulhu-Mythos: 1917–1975. Festa (H. P. Lovecrafts Bibliothek des Schreckens #2611), 2003, ISBN 3-935822-51-0.
- My Brother, The Ghoul (1937)
- The Black Kiss (1937, mit Robert Bloch)
- I Am the Wolf (1937)
- Raider of the Spaceways (1937)
- The Jest of Droom-Avista (1937)
- Four Frightful Men (1937)
- Terror on the Stage (1937)
- When the Earth Lived (1937)
- Lord of the Lions (1937)
- Quest of the Starstone (1937, mit C. L. Moore)
  - Deutsch: Das Geheimnis des Sternensteins. In: C. L. Moore: Jirel, die Amazone. Festa (Festa Dark Fantasy #1102), 2002, ISBN 3-935822-44-8.
- The Case of Herbert Thorp (1937)
- The Bloodless Peril (1937, als Will Garth)
- Invasion from the Fourth (1938)
- Messer Orsini’s Hands (1938)
- World’s End (1938)
- The Graveyard Curse (1938)
- The Shadow on the Screen (1938)
- The Unresting Dead (1938)
- Hell’s Archangel (1938)
- Hollywood on the Moon (1938)
- My Name Is Death (1938)
- Thunder in the Dawn (1938)
  - Deutsch: Donner in der Morgendämmerung. In: Erhard Ringer, Hermann Urbanek (Hrsg.): Die Götter von Pegana. Heyne SF&F #4076, 1984, ISBN 3-453-31040-3.
- Devil’s Masquerade (1938)
- Spawn of Dagon (1938)
- Avengers of Space (1938)
- Dictator of the Americas (1938, als James Hall)
- Doom World (1938)
- The Dark Heritage (1938, als Robert O. Kenyon)
- The Disinherited (1938)
- Beyond the Phoenix (1938)
- The Time Trap (1938)
  - Deutsch: Die Zeitfalle. In: Brian W. Aldiss, Wolfgang Jeschke (Hrsg.): Titan 23. Heyne SF&F #4171, 1985, ISBN 3-453-31133-7.
- Hands Across the Void (1938, als Will Garth)
- The Star Parade (1938)
- The Truth About Goldfish (1939)
- The Frog (1939)
- The Invaders (1939, als Keith Hammond)
- The Transgressor (1939)
- Beyond Annihilation (1939)
- Cursed Be the City (1939)
  - Deutsch: Der Fluch der Stadt. In: Lin Carter (Hrsg.): Die Zaubergärten. Pabel (Terra Fantasy #45), 1978.
- Hydra (1939)
- The Bells of Horror (1939, auch als Keith Hammond)
- The Watcher at the Door (1939)
- “Telepathy Is News!” (1939, als Paul Edmonds)
- The Body and the Brain (1939, mit Robert Bloch, auch als Keith Hammond)
- The Hunt (1939)
- Roman Holiday (1939, mit Arthur K. Barnes, als Kelvin Kent)
- The Citadel of Darkness (1939)
  - Deutsch: Die Zitadelle in der Dunkelheit. In: Science-Fiction-Stories 23. Ullstein 2000 #41 (2951), 1973, ISBN 3-548-02951-5. Auch in: L. Sprague de Camp (Hrsg.): Schwerter und Magie. Ullstein (Ullstein Science Fiction & Fantasy #31160), 1988, ISBN 3-548-31160-1.
- The Curse of the Crocodile (1939, als Bertram W. Williams)
- The Misguided Halo (1939)
  - Deutsch: Der fehlgeleitete Heiligenschein. In: Donald Roynald Bensen (Hrsg.): Straße der Verdammnis. Pabel (Terra Fantasy #66), 1979. Auch in: Isaac Asimov, Martin H. Greenberg (Hrsg.): Die besten Stories von 1939. Moewig (Playboy Science Fiction #6727), 1982, ISBN 3-8118-6727-X.
- The Energy Eaters (1939, mit Arthur K. Barnes)
- Towers of Death (1939)
- Suicide Squad (1939)
- The Grip of Death (1939, mit Robert Bloch)
- World’s Pharaoh (1939, als Kelvin Kent)
- Murder for Fun (1939)
- Death Is Where You Find It (1939)
- The Devil’s Brood (1939)
- Corpse Castle (1939)
- Death Has Three Sisters (1940, als Kelvin Kent)
- The Lifestone (1940, als Paul Edmonds)
- When New York Vanished (1940)
- All Is Illusion (1940, mit C. L. Moore)
- Beauty and the Beast (1940)
  - Deutsch: Blumen von der Venus. In: Sam Moskowitz (Hrsg.): Die Gesichter der Zukunft. Pabel (Terra Taschenbuch #220), 1973. Auch als: Die Schönheit und die Bestie. In: Michel Parry (Hrsg.): King Kongs Rivalen. Pabel (Vampir Taschenbuch #76), 1979.
- Science Is Golden (1940, mit Arthur K. Barnes, als Kelvin Kent)
- 50 Miles Down (1940, als Peter Horn)
- Pegasus (1940)
- The Seven Sleepers (1940, mit Arthur K. Barnes)
- The Shining Man (1940, als Noel Gardner)
- Dr. Cyclops (1940)
- Improbability (1940, als Paul Edmonds)
- The Mad Virus (1940, als Paul Edmonds)
- The Room of Souls (1940, als Keith Hammond)
- Time to Kill (1940)
- No Man’s World (1940)
- The Seal of Sin (1940)
- World Without Air (1940)
- The Comedy of Eras (1940, als Kelvin Kent)
- Man About Time (1940, als Kelvin Kent)
- The Elixir of Invisibility (1940)
- The Uncanny Power of Edwin Cobalt (1940, als Noel Gardner)
- To Boatl and Back (1940)
- Reverse Atom (1940)
- Threshold (1940)
- Dragon Moon (1941)
  - Deutsch: Drachenmond. In: Science-Fiction-Stories 20. Ullstein 2000 #35 (2930), 1973, ISBN 3-548-02930-2.
- Remember Tomorrow (1941)
- Hercules Muscles In (1941, als Kelvin Kent)
- Hunger After Dark (1941)
- Monsters of the Atom (1941)
- The Land of Time to Come (1941)
- The Touching-Point (1941, auch als Edward J. Bellin)
- Thunder Jim Wade (1941)
- The Hills of Gold (1941)
- Tube to Nowhere (1941)
- A Skull Has No Ears (1941)
- The Poison People (1941, als Charles Stoddard)
- The Wolf of Aragon (1941)
- The Devil We Know (1941, mit C. L. Moore)
- The Devil’s Glacier (1941)
- South of Soerabaya (1941)
- The Tree of Life (1941, als Paul Edmonds)
- Waters of Death (1941, als Charles Stoddard)
- A Gnome There Was (1941, mit C. L. Moore, auch als Lewis Padgett)
  - Deutsch: Es war einmal ein Zwerg. In: Isaac Asimov (Hrsg.): Die besten Stories von 1941. Moewig (Playboy Science Fiction #6713), 1981, ISBN 3-8118-6713-X.
- Chameleon Man (1941)
- Red Gem of Mercury (1941)
- The Old Army Game (1941)
- Design for Dreaming (1942)
- Later Than You Think (1942)
- Silent Eden (1942)
- The Infinite Moment (1942)
- Masquerade (1942)
  - Deutsch: Die Henshawe-Vampire. In: Helmuth W. Mommers & Arnulf D. Krauß (Hrsg.): 21 Grusel Stories. Heyne (Heyne-Anthologien, Bd. 21), 1967. Auch: Maskerade. Auch in: Manfred Kluge (Hrsg.): 14 Vampir-Stories. Heyne (Heyne-Anthologien, Bd. 57), 1978.
- Dames Is Poison (1942, als Kelvin Kent)
- False Dawn (1942)
- The Crystal Circe (1942)
- Deadlock (1942, mit C. L. Moore, als Lewis Padgett)
  - Deutsch: Frage und Antwort. In: Martin Greenberg (Hrsg.): Die Roboter und wir. Moewig (Terra Sonderband #50), 1962.
- Secret of the Earth Star (1942)
- War-Gods of the Void (1942)
- The Twonky (1942, mit C. L. Moore, auch als Lewis Padgett)
  - Deutsch: Der Twonky. In: Gespräch aus der Zukunft und andere Stories. 1970. Auch in: Peter Haining (Hrsg.): Gefährliche Possen. Heyne SF&F #5909, 1997, ISBN 3-453-13343-9.
- Compliments of the Author (1942, mit C. L. Moore, auch als Lewis Padgett)
- Thunder in the Void (1942)
- We Guard the Black Planet! (1942)
- Night of Gods (1942, als Paul Edmonds)
- Piggy Bank (1942, mit C. L. Moore, auch als Lewis Padgett)
- Too Many Cooks (1942)
- Nothing But Gingerbread Left (1943, mit C. L. Moore)
- There Was an Island (1943)
- Time Locker (1943, mit C. L. Moore, auch als Lewis Padgett)
  - Deutsch: Das Versteck. In: Science-Fiction-Stories 56. 1976.
- Blue Ice (1943)
- Mimsy Were the Borogoves (1943, mit C. L. Moore, auch als Lewis Padgett)
  - Deutsch: Mimsy Were the Borogoves. In: Gotthard Günther (Hrsg.): Überwindung von Raum und Zeit. Rauch (Rauchs Weltraum-Bücher #3), 1952. Auch als: Gar elump war der Pluckerwank. In: Robert Silverberg, Wolfgang Jeschke (Hrsg.): Titan 9. Heyne SF&F #3614, 1978, ISBN 3-453-30522-1.
- Soldiers of Space (1943)
- Wet Magic (1943)
- Better Than One (1943)
- Clash by Night (1943, mit C. L. Moore, auch als Lawrence O’Donnell)
  - Deutsch: Aus der Tiefe empor. In: Walter Spiegl (Hrsg.): Science-Fiction-Stories 14. Ullstein 2000 #24 (2889), 1972, ISBN 3-548-02889-6. Auch als: Entscheidung nach der Schlacht. In: Isaac Asimov, Martin H. Greenberg (Hrsg.): Die besten Stories von 1943. Moewig (Playboy Science Fiction #6724), 1982, ISBN 3-8118-6724-5.
- Shock (1943, mit C. L. Moore, auch als Lewis Padgett)
  - Deutsch: Schocktherapie. In: Gespräch aus der Zukunft und andere Stories. 1970.
- Under Your Spell (1943)
- Corpus Delicti (1943)
- No Greater Love (1943)
- Open Secret (1943, mit C. L. Moore, auch als Lewis Padgett)
- Volluswen (1943)
- Ghost (1943)
- Reader, I Hate You! (1943)
- The World Is Mine (1943, mit C. L. Moore, auch als Lewis Padgett)
  - Deutsch: Die Welt gehört mir. In: Science-Fiction-Stories 56. 1976.
- Problem in Ethics (1943)
- Endowment Policy (1943, mit C. L. Moore, auch als Lewis Padgett)
- The Proud Robot (1943, mit C. L. Moore, auch als Lewis Padgett)
  - Deutsch: Der verrückte Erfinder. In: Der verrückte Erfinder und andere Stories. 1966. Auch als: Der eitle Roboter. In: Walter Spiegl (Hrsg.): Science-Fiction-Stories 66. Ullstein 2000 #127 (3323), 1977, ISBN 3-548-03323-7. Auch in: Isaac Asimov, Martin H. Greenberg (Hrsg.): Die besten Stories von 1943. Moewig (Playboy Science Fiction #6724), 1982, ISBN 3-8118-6724-5. Auch als: Der selbstverliebte Roboter. In: Hannes Riffel, Jakob Schmidt (Hrsg.): Pandora, Fall 2009. Shayol, 2009, ISBN 978-3-926126-82-5.
- Crypt-City of the Deathless One (1943)
- Gallegher Plus (1943, als Lewis Padgett)
  - Deutsch: Gallegher Plus. In: Science-Fiction-Stories 57. 1976.
- To Dust Returneth (1943)
- Music Hath Charms (1943)
- The Iron Standard (1943, mit C. L. Moore, auch als Lewis Padgett)
- A God Named Kroo (1944)
- Swing Your Lady (1944, als Kelvin Kent)
- Trophy (1944, als Scott Morgan)
- The Children’s Hour (1944, mit C. L. Moore, auch als Lawrence O’Donnell)
  - Deutsch: Die Stunde der Kinder. In: Walter Spiegl (Hrsg.): Science-Fiction-Stories 17. Ullstein 2000 #29 (2905), 1972, ISBN 3-548-02905-1.
- The Black Sun Rises (1944)
  - Deutsch: Unter schwarzer Sonne. In: Science-Fiction-Stories 42. Ullstein 2000 #79 (3089), 1974, ISBN 3-548-03089-0.
- The Eyes of Thar (1944)
- Housing Problem (1944, mit C. L. Moore)
- When the Bough Breaks (1944, mit C. L. Moore, auch als Lewis Padgett)
- Sea Kissed (1945, mit Robert Bloch)
- The Piper’s Son (1945, mit C. L. Moore, auch als Lewis Padgett)
- Before I Wake … (1945)
- Baby Face (1945, mit C. L. Moore)
- Three Blind Mice (1945, mit C. L. Moore, auch als Lewis Padgett)
- The Lion and the Unicorn (1945, mit C. L. Moore, auch als Lewis Padgett)
- Percy the Pirate (1945)
- Camouflage (1945, mit C. L. Moore, auch als Lewis Padgett)
  - Deutsch: Der Transplant. In: Gespräch aus der Zukunft und andere Stories. 1970. Auch in: Walter Spiegl (Hrsg.): Science-Fiction-Stories 34. Ullstein 2000 #63 (3029), 1973, ISBN 3-548-03029-7.
- What You Need (1945, mit C. L. Moore, auch als Lewis Padgett)
  - Deutsch: Was Sie brauchen … In: Gespräch aus der Zukunft und andere Stories. 1970.
- Line to Tomorrow (1945, mit C. L. Moore, auch als Lewis Padgett)
  - Deutsch: Gespräch aus der Zukunft. In: Gespräch aus der Zukunft und andere Stories. 1970.
- Sword of Tomorrow (1945)
- Beggars in Velvet (1945, mit C. L. Moore, auch als Lewis Padgett)
- The Fairy Chessmen (1946, mit C. L. Moore, auch als Lewis Padgett, auch als The Far Reality, 1963, auch als Chessboard Planet, 1983)
  - Deutsch: Gefährliches Schachspiel. In: Gefährliches Schachspiel. 1959. Auch als: Stress. In: Walter Spiegl (Hrsg.): Science-Fiction-Stories 22. Ullstein 2000 #39 (2943), 1973, ISBN 3-548-02943-4.
- This Is the House (1946, mit C. L. Moore, auch als Lewis Padgett, auch als Lawrence O’Donnell)
  - Deutsch: Das verhexte Haus. In: Der verrückte Erfinder und andere Stories. 1966. Auch als: Das flüsternde Haus. In: Walter Spiegl (Hrsg.): Science-Fiction-Stories 10. Ullstein 2000 #15 (2860), 1972, ISBN 3-548-02860-8.
- What Hath Me? (1946)
- The Dark Angel (1946, mit C. L. Moore, auch als Lewis Padgett)
- We Kill People (1946, mit C. L. Moore, als Lewis Padgett)
- The Cure (1946, mit C. L. Moore, auch als Lewis Padgett)
- Rain Check (1946, mit C. L. Moore, als Lewis Padgett)
- Absalom (1946, mit C. L. Moore)
- Call Him Demon (1946, mit C. L. Moore, auch als Keith Hammond)
  - Deutsch: Vielleicht ein Dämon. In: Terry Carr, Martin Harry Greenberg (Hrsg.): Traumreich der Magie: Höhepunkte der modernen Fantasy. Heyne SF&F #4254, 1985, ISBN 3-453-31262-7.
- The Little Things (1946, mit C. L. Moore)
- Vintage Season (1946, mit C. L. Moore, auch als Lawrence O’Donnell)[9]
  - Deutsch: Traubenlese. In: Ben Bova, Wolfgang Jeschke (Hrsg.): Titan 11. Heyne SF&F #3651, 1979, ISBN 3-453-30564-7. Auch in: (Hrsg.): C. L. Moore: Der Kuß des schwarzen Gottes. Heyne SF&F #3874, 1979, ISBN 3-453-30760-7.
- I Am Eden (1946)
- Time Enough (1946, mit C. L. Moore, als Lewis Padgett)
- Tomorrow and Tomorrow (1947, mit C. L. Moore, auch als Lewis Padgett)
- Juke-Box (1947, mit C. L. Moore, auch als Woodrow Wilson Smith)
- Trouble on Titan (1947)
- Project (1947, mit C. L. Moore, auch als Lewis Padgett)
- Way of the Gods (1947)
- Jesting Pilot (1947, mit C. L. Moore, auch als Lewis Padgett)
  - Deutsch: Spezialbehandlung. In: H. J. Alpers (Hrsg.): Metropolis brennt!. Moewig (Moewig Science Fiction #3591), 1982, ISBN 3-8118-3591-2.
- Lands of the Earthquake (1947)
- The Big Night (1947, als Hudson Hastings)
- Dream’s End (1947, mit C. L. Moore)
- Atomic! (1947)
- Dark Dawn (1947, als Keith Hammond)
- Noon (1947, als Hudson Hastings)
- Lord of the Storm (1947, als Keith Hammond)
- Exit the Professor (1947, mit C. L. Moore, auch als Lewis Padgett)
- Margin for Error (1947, mit C. L. Moore, als Lewis Padgett)
- The Power and the Glory (1947)
- Extrapolation (1948)
- Don’t Look Now (1948)
- Ex Machina (1948, mit C. L. Moore, auch als Lewis Padgett)
  - Deutsch: Ex Machina. In: Science-Fiction-Stories 56. 1976.
- Pile of Trouble (1948)
- Happy Ending (1948, mit C. L. Moore)
- Private Eye (1949, mit C. L. Moore, auch als Lewis Padgett)
  - Deutsch: Spürauge. In: Helmuth W. Mommers, Arnulf D. Krauß (Hrsg.): 10 Science Fiction Kriminal-Stories. Heyne (Heyne-Anthologien #11), 1965.
- The Prisoner in the Skull (1949, mit C. L. Moore, als Lewis Padgett)
- See You Later (1949, mit C. L. Moore, auch als Lewis Padgett)
- Cold War (1949, mit C. L. Moore)
- The Voice of the Lobster (1950)
- As You Were (1950)
- The Sky Is Falling (1950, mit C. L. Moore, auch als C. H. Liddell)
  - Deutsch: Donner auf dem Mars. In: Der verrückte Erfinder und andere Stories. 1966.
- Carry Me Home (1950, mit C. L. Moore, auch als C. H. Liddell)
- Dead Man’s Tale (1950, als E. J. Bellin)
- The Odyssey of Yiggar Throlg (1951, mit C. L. Moore, als C. H. Liddell)
- Golden Apple (1951, mit C. L. Moore, als C. H. Liddell)
- Android (1951, mit C. L. Moore, auch als C. H. Liddell, auch als Those Among Us, 1951)
  - Deutsch: Der Androide. In: Arnulf D. Krauß, Helmuth W. Mommers (Hrsg.): 7 Science Fiction-Stories. Heyne (Heyne-Anthologien #17), 1966.
- We Shall Come Back (1951, mit C. L. Moore, als C. H. Liddell)
- The Ego Machine (1952, mit C. L. Moore)
- Year Day (1953)
- By These Presents (1953, auch als Satan Sends Flowers, 1953)
- A Wild Surmise (1953, mit C. L. Moore)
  - Deutsch: Eine abenteuerliche Vermutung. In: Frederik Pohl, Wolfgang Jeschke (Hrsg.): Titan 3. Heyne SF&F. #3520, 1976, ISBN 3-453-30386-5.
- The Visitors (1953, mit C. L. Moore, auch als C. H. Liddell, auch als De Profundis, 1953)
- Home Is the Hunter (1953, mit C. L. Moore)
  - Deutsch: Ende der Jagd. In: Walter Spiegl (Hrsg.): Science-Fiction-Stories 34. Ullstein 2000 #63 (3029), 1973, ISBN 3-548-03029-7.
- Or Else (1953, mit C. L. Moore)
  - Deutsch: Oder es knallt!. 1972.
- Humpty Dumpty (1953, mit C. L. Moore, auch als Lewis Padgett)
  - Deutsch: Hexenjagd. In: Walter Spiegl (Hrsg.): Science-Fiction-Stories 10. Ullstein 2000 #15 (2860), 1972, ISBN 3-548-02860-8.
- Chapter 6 (1954, mit C. L. Moore, als Lewis Padgett)
- Where the World is Quiet (1954, als C. H. Liddell)
- Home There’s No Returning (1955, mit C. L. Moore)
- Two-Handed Engine (1955, mit C. L. Moore)
  - Deutsch: Den Rächer auf den Fersen. In: Helmuth W. Mommers, Arnulf D. Kraus (Hrsg.): 10 Science Fiction Kriminal-Stories. Heyne (Heyne-Anthologien #11), 1965.
- Rite of Passage (1956, mit C. L. Moore)
- Near Miss (1958, mit C. L. Moore)
- A Cross of Centuries (1958)
  - Deutsch: Tyrell der Erlöser. In: Frederik Pohl, Wolfgang Jeschke (Hrsg.): Titan 4. Heyne SF&F #3533, 1977, ISBN 3-453-30426-8.
- Bridging Material in Mutant (1968)
- The Grab Bag (1991, mit Robert Bloch)
- The Interplanetary Limited (2011)
- Man’s Conquest of Space or Upside-Down in Time (2016)

## Auszeichnung
- 2018: Retro Hugo Award als Beste Kurzgeschichte für The Twonky, Der Twonky, aus dem Jahr 1942